# Paratoxophora cuthbertsoni
Paratoxophora cuthbertsoni är en tvåvingeart som beskrevs av Engel 1936. Paratoxophora cuthbertsoni ingår i släktet Paratoxophora och familjen svävflugor. Inga underarter finns listade i Catalogue of Life.